# シュタインキルヒェン (アルテス・ラント)
シュタインキルヒェン（Steinkirchen、低地ドイツ語では Steenkark）は、ドイツ連邦共和国ニーダーザクセン州のシュターデ郡に属す町村（以下、本項では便宜上「町」と記述する）である。この町はザムトゲマインデ・リューエを構成する自治体の一つで、本部所在地である。

## 地理

### 位置
この町は、シュターデとハンブルクとの間、ヨーロッパ最大の果樹栽培地域であるアルテス・ラントに位置し、エルベ川下流およびリューエ川に面している。

## 行政

### 議会
この町の議会は11議席からなる。

## 文化と見所

### 建築物
- ホーゲンディエック橋: リューエ川に架かるミッテルンキルヒェンへ渡る歩行者専用の橋
- エルベクロイツング2の鉄塔（ヨーロッパで最も高い架空電線鉄塔）

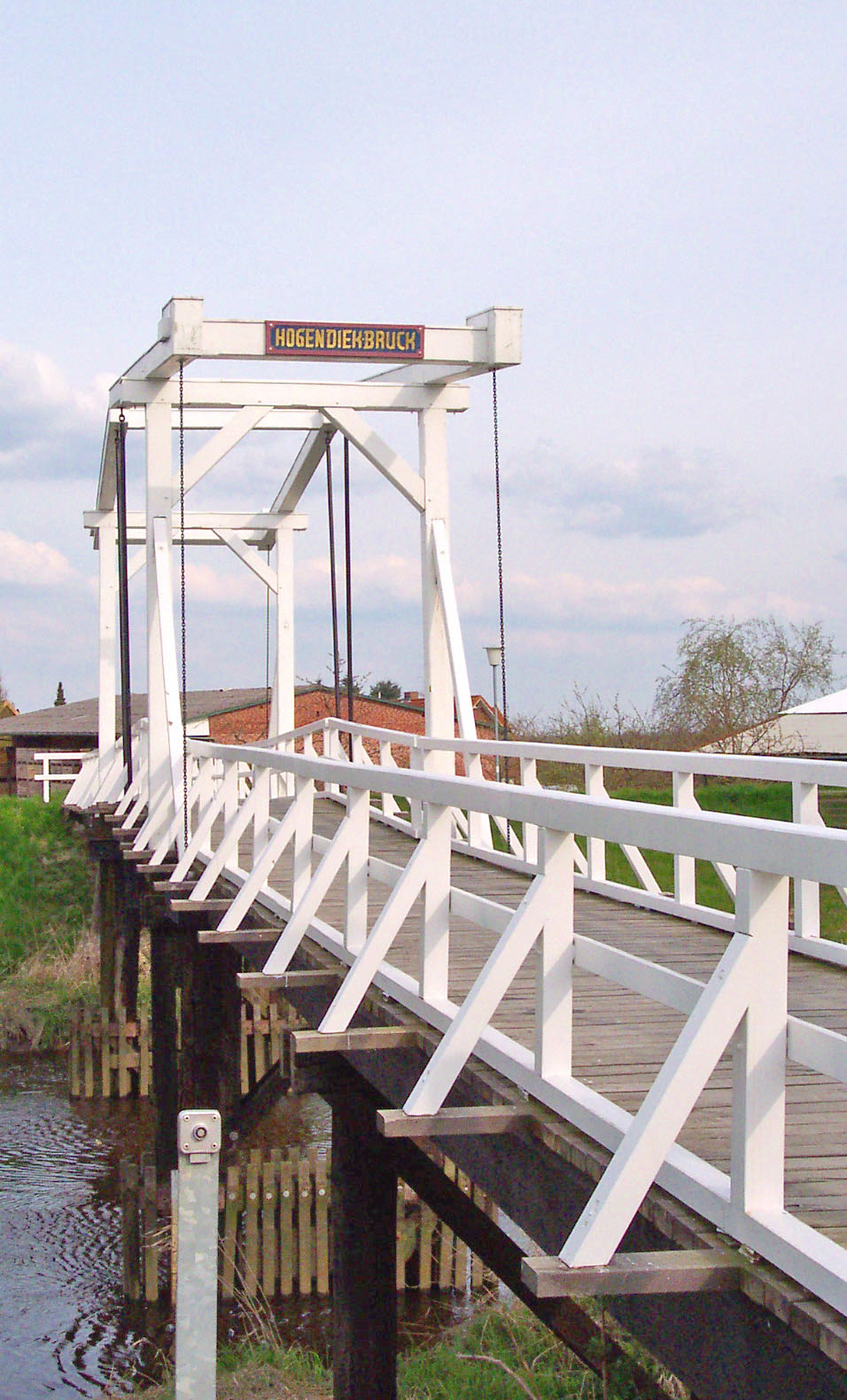
ホーゲンディエック橋
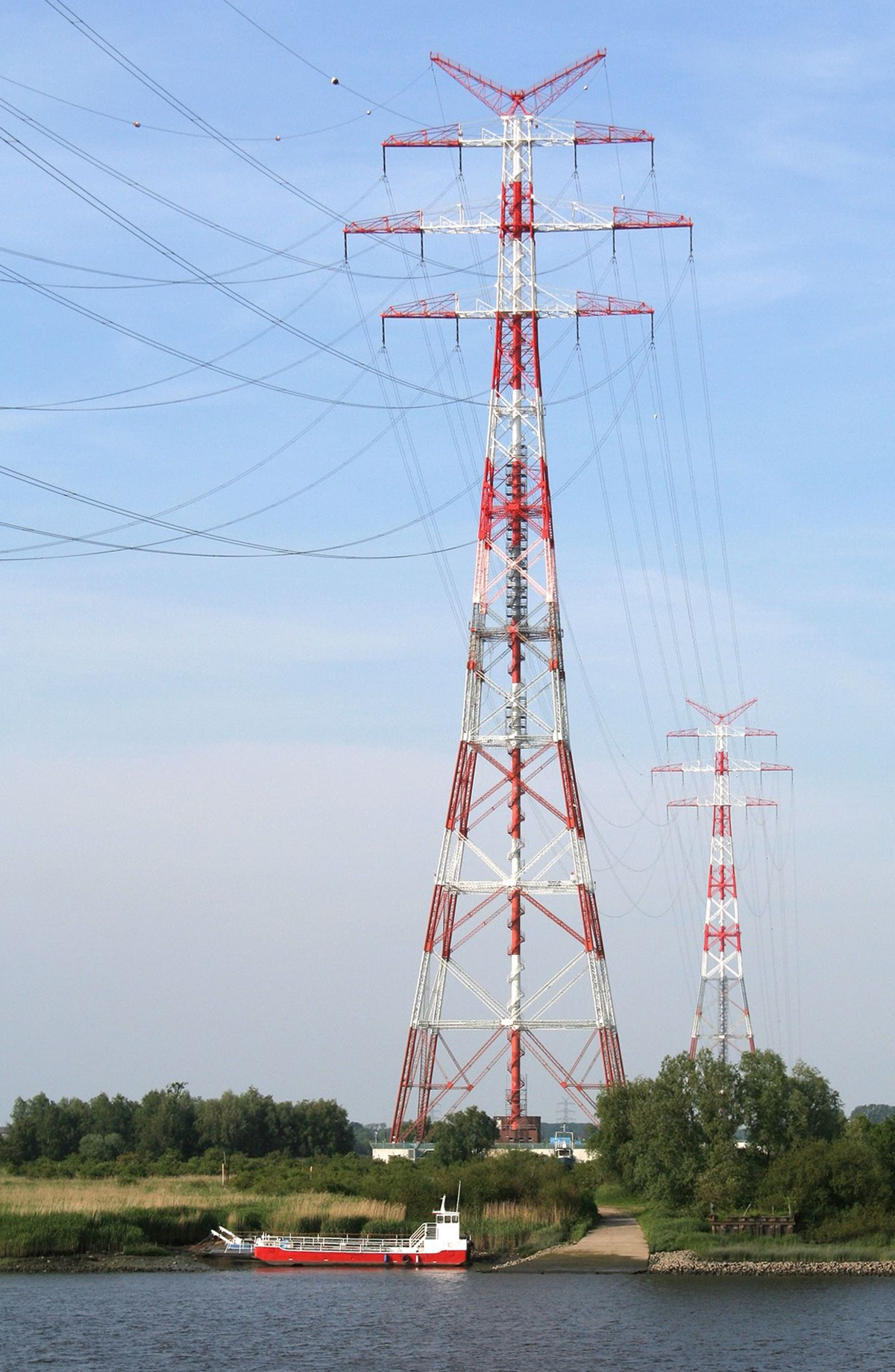
エルベクロイツング2

## 経済と社会資本

### 経済
- 海運会社 シフファールツコンター・アルテス・ラント

### 交通
シュタインキルヒェンには、ハンブルク交通連盟に加盟しているクラフト交通会社シュターデの乗り合いバスが3路線が運行している。
- 2457系統: シュターデ - ホレルン＝ツヴィーレンフレート - シュタインキルヒェン - ヨルク - ハンブルク＝クランツ
- 2030系統: ブクステフーデ - ダムハウゼン - ヨルク - ボルステル - シュタインキルヒェン（平日のみ運行）
- 2033系統: グリューネンダイヒ - シュタインキルヒェン - ホルネブルク（通学日のみ運行）

### 教育
リューエ学校センターには基礎学校、基幹学校、実科学校がある。

## 引用
1. ↑  Landesamt für Statistik Niedersachsen, LSN-Online Regionaldatenbank, Tabelle A100001G: Fortschreibung des Bevölkerungsstandes, Stand 31. Dezember 2023